# Campo Belo (Minas Gerais)
Campo Belo es un municipio brasileño situado en el estado de Minas Gerais. Tiene una población estimada, en 2024, de 53 943 habitantes.

## Indicadores sociales y demográficos
- Mortalidad infantil (2023): 3.64 por 1000 nacidos vivos[2]
- Tasa de alfabetización (6 a 14 años, 2010): 98.4 %[2]

- IDH (2010): 0.71